# 鈴木鷹夫
鈴木 鷹夫（すずき たかお、1928年9月13日 - 2013年4月10日）は、俳人。本名・昭介。東京生。1948年より作句し、翌年石田波郷の「鶴」に入会。1961年「鶴」同人。波郷の没後、1971年に能村登四郎の「沖」に移り、1972年「沖」同人。1989年「門」を創刊・主宰。2005年『千年』により俳人協会賞受賞。他の句集に『渚通り』『風の祭』『春の門』『鈴木鷹夫句集』『カチカチ山』など、小説に『風騒の人 若き日の宝井其角』がある。

## 著作

### 単著
- 『渚通り　鈴木鷹夫句集』牧羊社〈沖俳句叢書 第17篇〉、1979年10月。
- 『鈴木鷹夫集』俳人協会〈自註現代俳句シリーズ 6期 38〉、1990年10月。
- 『風の祭　鈴木鷹夫句集』角川書店〈今日の俳句叢書 30〉、1997年7月。ISBN 4-04-871530-5。
- 『鈴木鷹夫句集』ふらんす堂〈現代俳句文庫 47〉、1999年6月。ISBN 4-89402-291-5。
- 『風騒の人　若き日の宝井其角』北溟社(出版) 東洋出版(発売)、1999年8月。ISBN 4-8096-8203-X。
- 『片言自在　俳句この頃』ふらんす堂、2002年2月。ISBN 4-89402-455-1。
- 『千年　句集』角川書店、2004年4月。ISBN 4-04-651756-5。
- 『季語別鈴木鷹夫句集』ふらんす堂、2007年2月。ISBN 978-4-89402-881-4。
- 『カチカチ山　鈴木鷹夫句集』角川書店(出版) 角川グループパブリッシング(発売)、2012年11月。ISBN 978-4-04-652146-0。

### 編著
- 鈴木鷹夫 編 編『遊』 24巻、蝸牛社〈秀句三五〇選〉、1989年11月。ISBN 4-87661-134-3。